# Österreichische Zeitung
Bei der Österreichischen Zeitung handelte es sich um die erste deutschsprachige Zeitung der österreichischen Nachkriegszeit. Sie wurde ab dem 15. April 1945 von der 3. Ukrainischen Front der Roten Armee als „Frontzeitung für die Bevölkerung Österreichs“ herausgegeben. Ab dem 23. August 1945 wurde das Blatt zum offiziellen Organ der sowjetischen Besatzungsmacht und am 31. Juli 1955 eingestellt.
Die Aufgaben der Zeitung bestanden neben Informationen für die österreichische Bevölkerung auch darin, Vertrauenswerbung zu betreiben, den Widerstandswillen zu brechen und so den Truppen die Besatzungsarbeit zu erleichtern:
- Zentrale Aufgabe der Zeitung war es anfangs, die Bevölkerung über die politische bzw. militärische Lage zu informieren.

- Nach Kriegsende kam dann die Funktion hinzu, die Befehle der Besatzungsmacht bekannt zu geben und Kleinanzeigen zur Wiedererrichtung des wirtschaftlichen Lebens zu veröffentlichen. Dazu berichtete die Zeitung über die Erfolge alliierter Truppen oder beim Wiederaufbau. Wesentliche politische Aufgabe war auch die Betonung der österreichischen Unabhängigkeit vom Deutschen Reich.

- Später, als die Herausgabe der Zeitung von der Militärgruppierung Front auf die zentrale sowjetische Militärverwaltung Österreichs übergegangen war, kamen als wesentliche Aufgaben die politische Umerziehung und die Aufforderung zum Wiederaufbau hinzu.

- Nach der Stabilisierung der Besatzung und dem Beginn des Kalten Krieges bekam die Österreichische Zeitung eine ideologische Aufgabe in der Blockauseinandersetzung.

Die Auflage wird für die späten 1940er Jahre auf 30.000 bis 50.000 Exemplare geschätzt.
In der Redaktion arbeiteten sowohl österreichische wie sowjetische Mitarbeiter, der Chefredakteur und die Ressortleiter kamen von der Roten Armee, die Artikel wurden zumeist von Österreichern geschrieben.
Das Blatt kostete anfangs 10, später 20 Groschen. Nachdem die Zeitung anfangs auf eine sehr große Nachfrage gestoßen war, sank die Bedeutung mit den entstehenden Lizenzzeitungen und der mit der Blockkonfrontation zunehmenden Politisierung. Mit dem Inkrafttreten des Staatsvertrages wurde die Österreichische Zeitung am 31. Juli 1955 eingestellt.